# دودران (نمين)
أقا يارلو هي قرية في مقاطعة نمين، إيران. يقدر عدد سكانها بـ 120 نسمة بحسب إحصاء 2016.